# 龙棕
龙棕（学名：Trachycarpus nanus）为棕榈科棕榈属下的一个种。其种加词“nanus”意为“矮小的”。